# Arquiacantocèfals
Els arquiacantocèfals (Archiacanthocephala) constitueixen una classe de l'embrancament dels acantocèfals. Són cucs paràsits que s'aferren a la paret intestinal de vertebrats terrestres, incloent l'home. Al nostre país ha estat trobat solament, al Principat i a les Balears, Moniliformis moniliformis, un arquiacantocèfal paràsit de rosegadors i eriçons.

## Taxonomia
La classe Archiacanthocephala inclou 177 espècies en quatre ordres, cadascun amb una sola família:
- Ordre Apororhynchida
  - Família Apororhynchidae
- Ordre Gigantorhynchida
  - Família Gigantorhynchidae
- Ordre Moniliformida
  - Família Moniliformidae
- Ordre Oligacanthorhynchida
  - Família Oligacanthorhynchidae